# Waldbrunn (Baden-Württemberg)
Waldbrunn è un comune tedesco di 4 794 abitanti, situato nel land del Baden-Württemberg.